# 西八王子駅

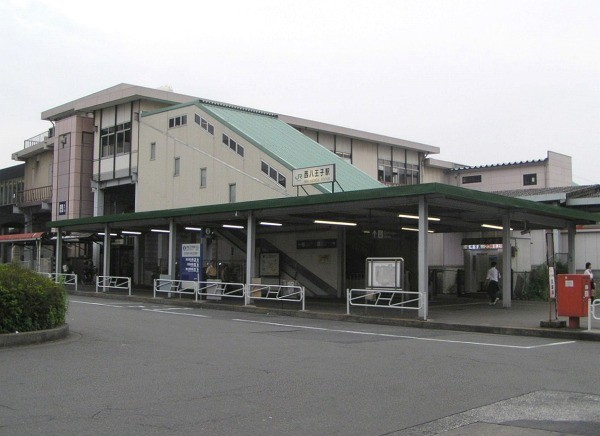
南口（2005年6月）

西八王子駅（にしはちおうじえき）は、東京都八王子市千人町二丁目にある、東日本旅客鉄道（JR東日本）中央本線の駅である。駅番号はJC 23。通称「西八（にしはち）」。
当駅を含む区間は、運行系統上は「中央線」と案内される。運転形態の詳細については該当記事を参照のこと。

## 歴史
- 1939年（昭和14年）4月1日：鉄道省の駅として開設[1]。旅客営業のみ[1]。
- 1945年（昭和20年）8月2日：八王子空襲により焼失。
- 1949年（昭和24年）6月1日：日本国有鉄道発足[4]。
- 1964年（昭和39年）10月1日：荷物扱い廃止[1]。
- 1978年（昭和53年）3月1日：橋上駅舎に改築[5]。
- 1987年（昭和62年）4月1日：国鉄分割民営化に伴い、東日本旅客鉄道（JR東日本）の駅となる[6]。
- 1993年（平成5年）8月31日：自動改札機設置、供用開始[7]。
- 1997年（平成9年）2月14日：北口に西八王子ロンロンが開業[8]。
- 2001年（平成13年）11月18日：ICカード「Suica」の利用が可能となる[広報 1]。
- 2017年（平成29年）12月15日：西八王子ロンロンが改装工事を行い、セレオ西八王子へ改称した上で先行して市場館がオープン[9]。
- 2018年（平成30年）
  - 5月31日：みどりの窓口の営業終了[10]。
  - 7月1日：業務委託駅化。受託会社は株式会社JR東日本ステーションサービス。
- 2021年（令和3年）10月26日：改札外に駅ナカシェアオフィス「STATION WORK」のテレワークブース「STATION BOOTH」が開設[11]
- 2022年（令和4年）4月1日：委託会社変更。受託会社は株式会社JR中央線コミュニティデザイン。
- 2023年（令和5年）3月31日：セレオ西八王子市場館（九州屋、吉川水産、ニュークイック）が閉店。

## 駅構造
相対式ホーム2面2線を有する地上駅。橋上駅舎を備え、駅舎からは駅北側と西側に出入口が延びている。
八王子統括センター管理の業務委託駅（JR中央線コミュニティデザイン受託）である。ただし、お客さまサポートコールシステムが導入されており、早朝は遠隔対応のため改札係員は不在となる。また、自動券売機・多機能券売機・指定席券売機・自動改札機・自動精算機が設置されている。みどりの窓口は2018年5月31日限りで営業を終了した。ホームと改札口、コンコースと出入口との間にはエレベーター及びエスカレーターが設置されている。トイレは2階改札内にあり、多機能トイレも設置されている。

### のりば
| 番線 | 路線   | 方向 | 行先           |
| ---- | ------ | ---- | -------------- |
| 1    | 中央線 | 上り | 新宿・東京方面 |
| 2    | 中央線 | 下り | 高尾方面       |

（出典：JR東日本:駅構内図）
JR中央線は、2020年代前半（2021年度以降の向こう5年以内）を目途に東京駅 - 大月駅間のオレンジ帯で運行する列車に2階建てグリーン車を2両連結させ12両編成運転を行う。そのため当駅は、ホーム12両編成対応改築工事が行われ、2024年10月12日までに延伸を完了し、翌日10月13日より快速電車における12両編成の運転が開始された。

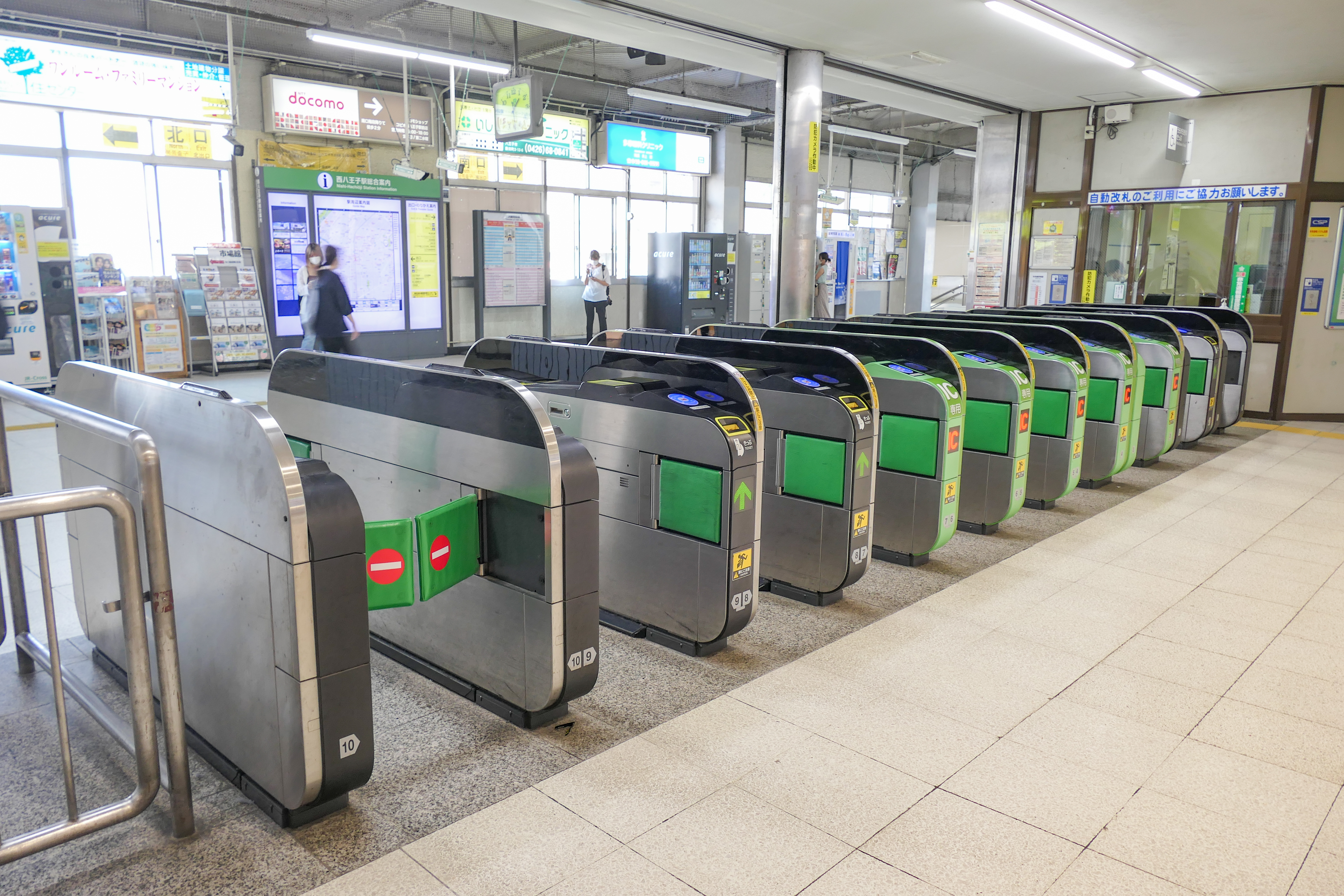
改札口（2022年6月）
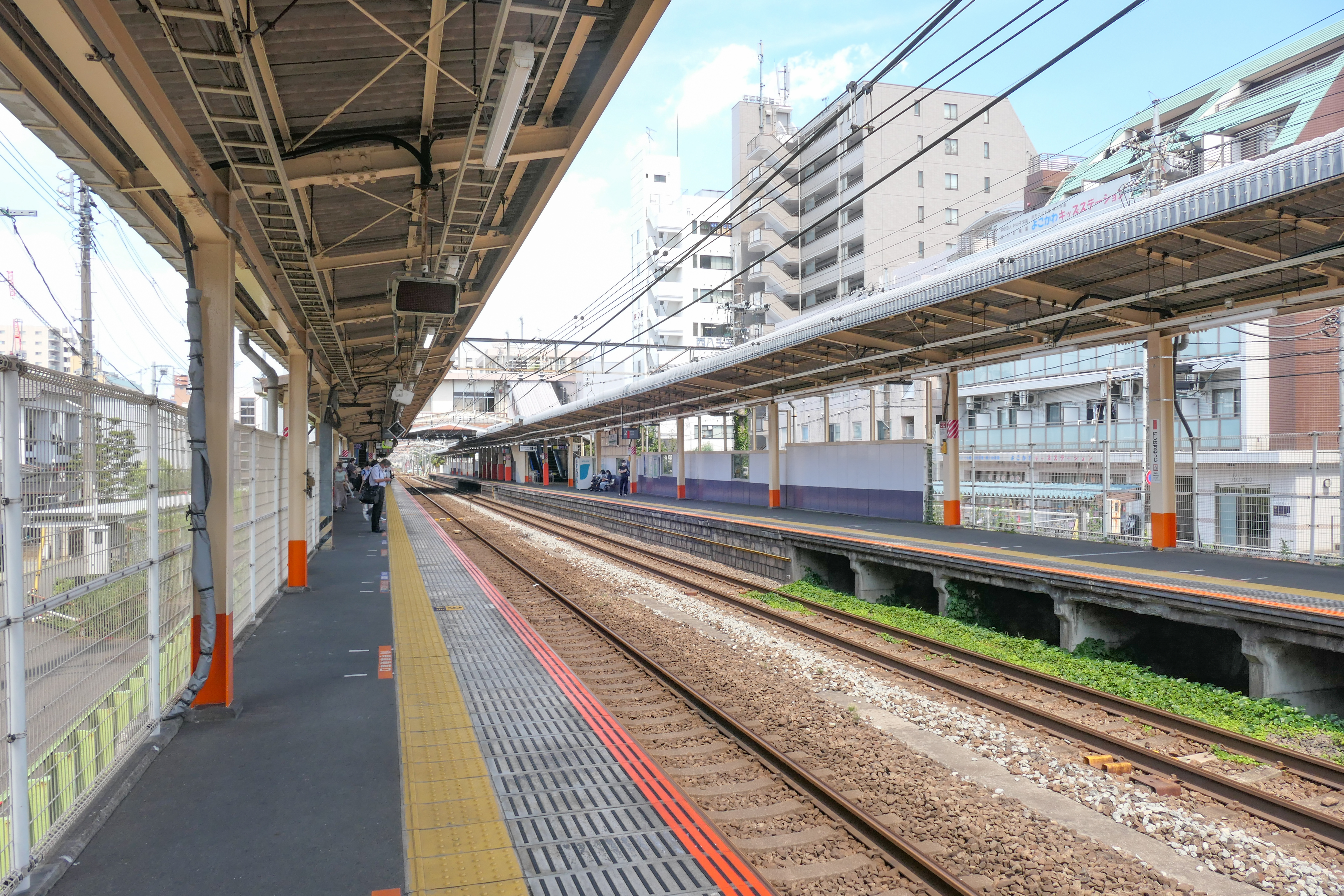
ホーム（2022年6月）
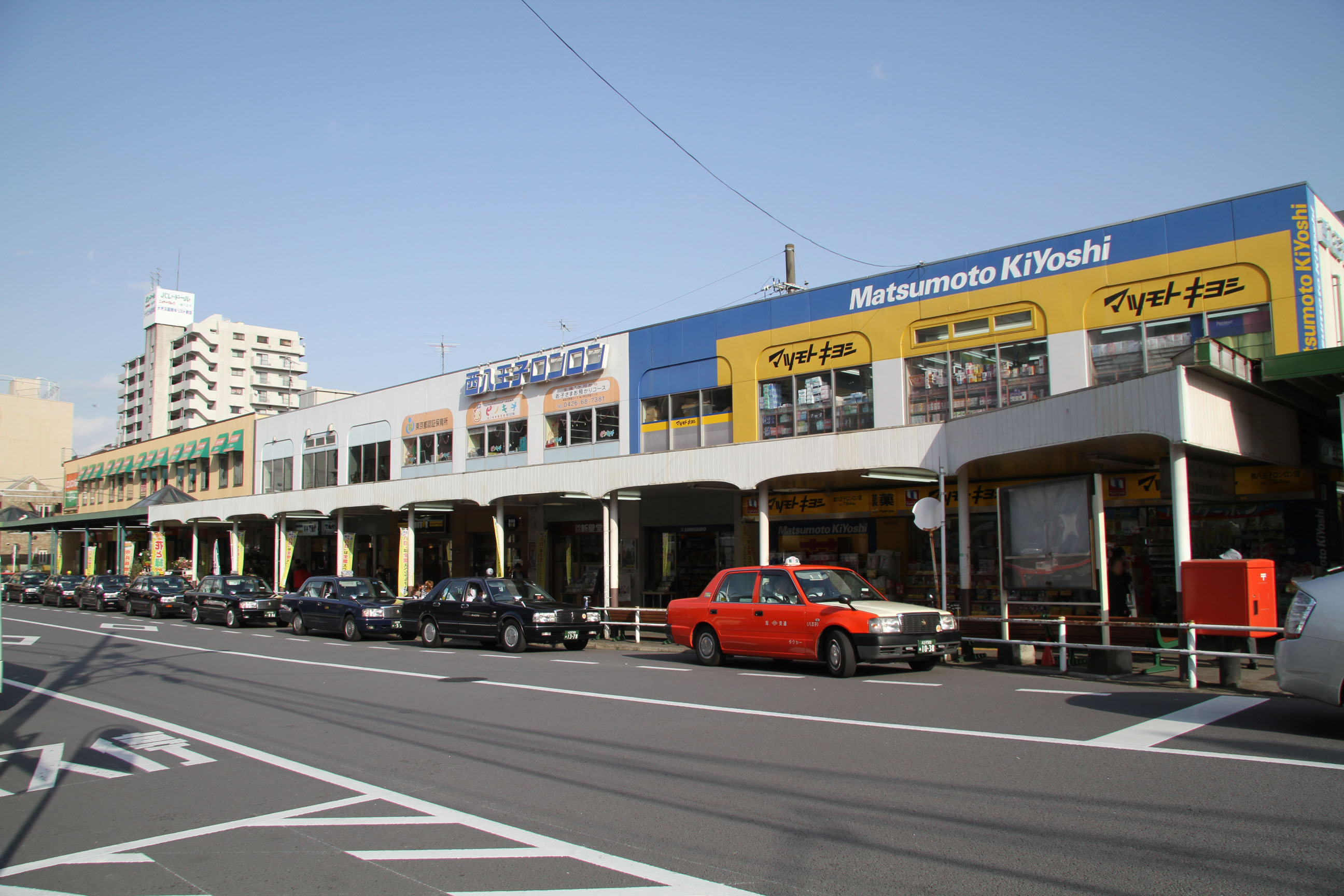
西八王子ロンロン（2010年4月。現在はセレオ西八王子）

## 利用状況
2023年度（令和5年度）の1日平均乗車人員は29,203人である。これは、近隣の日野駅・高尾駅よりも僅かに多い。
当駅から高尾方面に向かう乗客は少ないことに加えて、利用者の多くは朝夕ラッシュ時に集中しているため、乗車人員の割には混み合っている時間帯は短めである。特に、下りホームは上りと比べても閑散としていることが多い。
1989年度（平成元年度）以降の1日平均乗車人員の推移は以下の通り。
| 年度               | 1日平均 乗車人員 | 出典     |
| ------------------ | ---------------- | -------- |
| 1989年（平成元年） | 28,624           | [ * 1 ]  |
| 1990年（平成02年） | 30,191           | [ * 2 ]  |
| 1991年（平成03年） | 30,928           | [ * 3 ]  |
| 1992年（平成04年） | 31,036           | [ * 4 ]  |
| 1993年（平成05年） | 31,666           | [ * 5 ]  |
| 1994年（平成06年） | 31,362           | [ * 6 ]  |
| 1995年（平成07年） | 30,593           | [ * 7 ]  |
| 1996年（平成08年） | 30,370           | [ * 8 ]  |
| 1997年（平成09年） | 30,035           | [ * 9 ]  |
| 1998年（平成10年） | 29,694           | [ * 10 ] |
| 1999年（平成11年） | 29,320           | [ * 11 ] |
| 2000年（平成12年） | 28,827           | [ * 12 ] |
| 2001年（平成13年） | 29,027           | [ * 13 ] |
| 2002年（平成14年） | 29,089           | [ * 14 ] |
| 2003年（平成15年） | 29,544           | [ * 15 ] |
| 2004年（平成16年） | 29,584           | [ * 16 ] |
| 2005年（平成17年） | 29,576           | [ * 17 ] |
| 2006年（平成18年） | 29,769           | [ * 18 ] |
| 2007年（平成19年） | 30,532           | [ * 19 ] |
| 2008年（平成20年） | 30,988           | [ * 20 ] |
| 2009年（平成21年） | 30,958           | [ * 21 ] |
| 2010年（平成22年） | 30,992           | [ * 22 ] |
| 2011年（平成23年） | 30,543           | [ * 23 ] |
| 2012年（平成24年） | 30,900           | [ * 24 ] |
| 2013年（平成25年） | 31,681           | [ * 25 ] |
| 2014年（平成26年） | 31,397           | [ * 26 ] |
| 2015年（平成27年） | 32,086           | [ * 27 ] |
| 2016年（平成28年） | 32,302           | [ * 28 ] |
| 2017年（平成29年） | 32,492           | [ * 29 ] |
| 2018年（平成30年） | 32,216           | [ * 30 ] |
| 2019年（令和元年） | 31,823           | [ * 31 ] |
| 2020年（令和02年） | 24,378           |          |
| 2021年（令和03年） | 26,200           |          |
| 2022年（令和04年） | 27,999           |          |
| 2023年（令和05年） | 29,203           |          |

## 駅周辺
当駅は八王子市街地と高尾駅の途中にあり、北口方面は書店やスーパー等様々な店舗が並ぶ場所に至るのに対し、南口方面はスーパーや商店が集合している場所はあるが、主に住宅街となっている。北口駅前は整備されていないが、南口にはロータリーが整備されている。

### 北口
- セレオ西八王子（生活館・市場館）
  - 銀座コージーコーナー
  - サイゼリヤ
  - 天丼てんや
  - マツモトキヨシ
- ダイエー西八王子店
- ヤオコー 八王子並木町店
- 八王子市役所
- 八王子市立中央図書館
- 八王子市立第五小学校
- 東京都立八王子桑志高等学校
- 東京都立富士森高等学校
- 国道20号（甲州街道）
- 松栄山了法寺 - 2009年（平成21年）5月に萌え系看板を設置して話題に。通称「萌え寺」（もえでら）。
- 山梨中央銀行八王子支店

### 南口
- 南多摩病院
- 法政大学多摩キャンパス
- スーパーアルプス西八王子店
- 八王子学園八王子高等学校・中学校
- 東京都立八王子拓真高等学校
- 東京都立八王子盲学校
- 東京都立八王子特別支援学校
- 富士森公園
- きぬた歯科

## バス路線

### 北口
北口商店街に沿って、八王子駅寄りから1 - 4番まで設置されており、そこに西東京バス及び「はちバス」が乗入れている。停留所名称は「西八王子駅」である。
| のりば | 運行事業者 | 系統・行先                                                                                  | 備考                                                     |
| ------ | ---------- | ------------------------------------------------------------------------------------------- | -------------------------------------------------------- |
| 1      | 西東京バス | - 市02：楢原町 - 市03：川口小学校 - 市04：中野団地                                          |                                                          |
| 1      | はちバス   | 北部ルート：東海大学八王子病院                                                              |                                                          |
| 2      | 西東京バス | 市01：松枝住宅                                                                              |                                                          |
| 2      | はちバス   | 西部ルート：北の根東（川口町）                                                              |                                                          |
| 3      | 西東京バス | - 長81・長84：城山手 - 長83：長房団地 - 長85：高尾駅北口                                    | 「長81」は京王八王子駅発で平日19時半以降・土休日19時以降 |
| 4      | 西東京バス | - うえ01：恩方ターミナル - うえ03：小津町 - 元八16：高尾駅北口 - 元八21：グリーンタウン高尾 | 「うえ03」は平日3便のみ                                  |

かつては、高尾山口駅・大平方面へ向かう路線も発着していた。
また、甲州街道にも「西八王子駅入口」停留所が設置されており、西東京バス、京王バス、神奈川中央交通の路線バスと羽田空港行、成田空港行の空港連絡バスが停車する。
| 方向・方面         | 運行事業者                                                     | 系統・行先                            |
| ------------------ | -------------------------------------------------------------- | ------------------------------------- |
| 下り（高尾方面）   | 西東京バス                                                     | - 長81：城山手 - 長82：長房団地       |
| 下り（高尾方面）   | 京王バス                                                       | - 八04：館ヶ丘団地 - 山01：高尾山口駅 |
| 下り（高尾方面）   | 神奈川中央交通                                                 | 八07：相模湖駅                        |
| 上り（八王子方面） | 西東京バス                                                     | 長81・長82：京王八王子駅              |
| 上り（八王子方面） | 京王バス                                                       | 八04・山01：京王八王子駅              |
| 上り（八王子方面） | 神奈川中央交通                                                 | 八07：八王子駅北口                    |
| 上り（八王子方面） | - 西東京バス - 東京空港交通 - 京王バス                         | 空港連絡バス：羽田空港                |
| 上り（八王子方面） | - 西東京バス - 東京空港交通 - リムジン・パッセンジャーサービス | 空港連絡バス：成田空港                |

### 南口
ロータリーに1 - 3番まで設置されており、京王バス及び京王電鉄バスが乗入れている。停留所名称は「西八王子駅南口」である。
| のりば | 運行事業者            | 系統・行先                                                                         |
| ------ | --------------------- | ---------------------------------------------------------------------------------- |
| 1      | 京王バス              | 西04：高尾駅南口                                                                   |
| 1      | 京王バス 京王電鉄バス | - 八98・西55：グリーンヒル寺田 - 八96・西56・急行：法政大学 - 急行：法政大学体育館 |
| 2      | 京王バス 京王電鉄バス | 八94・八96・八98・八99：八王子駅南口                                               |
| 3      | 京王電鉄バス          | 西62：高尾駅南口                                                                   |

## その他
- 『ザ!鉄腕!DASH!!』（日本テレビ）の「リレー対決!○○ VS TOKIOシリーズ」企画において、当駅から高尾駅側の250m区間で、TOKIOメンバーおよびスポーツタレントらで結成された5人の走者と201系電車が対決したことがある。
- 東洋経済新報社が2005年から2014年の10年間で集計した鉄道自殺（未遂を含む）、いわゆる人身事故において、当駅およびその両駅間（高尾 - 西八王子、西八王子 - 八王子）で発生した件数は39件と全国で最も多い「自殺の名所」として知られる[15]。

## 隣の駅
東日本旅客鉄道（JR東日本）
 中央線
■通勤特快
通過
■中央特快・■通勤快速（下りのみ）・■快速・■普通
八王子駅 (JC 22) - 西八王子駅 (JC 23) - 高尾駅 (JC 24)
1960年（昭和35年）9月10日までは、当駅 - 高尾駅間に東浅川駅があった。同駅は、1927年（昭和2年）2月の大喪列車運転後、長らく休止状態となっていた。

### 記事本文

##### 広報資料・プレスリリースなど一次資料
1. ↑  “Suicaご利用可能エリアマップ（2001年11月18日当初）” (PDF).   東日本旅客鉄道. 2019年7月27日時点のオリジナルよりアーカイブ。2020年4月23日閲覧。

### 利用状況
1. ↑  東京都統計年鑑 - 東京都
2. ↑  統計八王子 - 八王子市

JR東日本の2000年度以降の乗車人員
1. ↑  各駅の乗車人員（2000年度） - JR東日本
2. ↑  各駅の乗車人員（2001年度） - JR東日本
3. ↑  各駅の乗車人員（2002年度） - JR東日本
4. ↑  各駅の乗車人員（2003年度） - JR東日本
5. ↑  各駅の乗車人員（2004年度） - JR東日本
6. ↑  各駅の乗車人員（2005年度） - JR東日本
7. ↑  各駅の乗車人員（2006年度） - JR東日本
8. ↑  各駅の乗車人員（2007年度） - JR東日本
9. ↑  各駅の乗車人員（2008年度） - JR東日本
10. ↑  各駅の乗車人員（2009年度） - JR東日本
11. ↑  各駅の乗車人員（2010年度） - JR東日本
12. ↑  各駅の乗車人員（2011年度） - JR東日本
13. ↑  各駅の乗車人員（2012年度） - JR東日本
14. ↑  各駅の乗車人員（2013年度） - JR東日本
15. ↑  各駅の乗車人員（2014年度） - JR東日本
16. ↑  各駅の乗車人員（2015年度） - JR東日本
17. ↑  各駅の乗車人員（2016年度） - JR東日本
18. ↑  各駅の乗車人員（2017年度） - JR東日本
19. ↑  各駅の乗車人員（2018年度） - JR東日本
20. ↑  各駅の乗車人員（2019年度） - JR東日本
21. ↑  各駅の乗車人員（2020年度） - JR東日本
22. ↑  各駅の乗車人員（2021年度） - JR東日本
23. ↑  各駅の乗車人員（2022年度） - JR東日本
24. ↑  各駅の乗車人員（2023年度） - JR東日本

東京都統計年鑑
1. ↑  東京都統計年鑑（平成元年）
2. ↑  東京都統計年鑑（平成2年）
3. ↑  東京都統計年鑑（平成3年）
4. ↑  東京都統計年鑑（平成4年）
5. ↑  東京都統計年鑑（平成5年）
6. ↑  東京都統計年鑑（平成6年）
7. ↑  東京都統計年鑑（平成7年）
8. ↑  東京都統計年鑑（平成8年）
9. ↑  東京都統計年鑑（平成9年）
10. ↑  東京都統計年鑑（平成10年） (PDF)
11. ↑  東京都統計年鑑（平成11年） (PDF)
12. ↑  東京都統計年鑑（平成12年）
13. ↑  東京都統計年鑑（平成13年）
14. ↑  東京都統計年鑑（平成14年）
15. ↑  東京都統計年鑑（平成15年）
16. ↑  東京都統計年鑑（平成16年）
17. ↑  東京都統計年鑑（平成17年）
18. ↑  東京都統計年鑑（平成18年）
19. ↑  東京都統計年鑑（平成19年）
20. ↑  東京都統計年鑑（平成20年）
21. ↑  東京都統計年鑑（平成21年）
22. ↑  東京都統計年鑑（平成22年）
23. ↑  東京都統計年鑑（平成23年）
24. ↑  東京都統計年鑑（平成24年）
25. ↑  東京都統計年鑑（平成25年）
26. ↑  東京都統計年鑑（平成26年）
27. ↑  東京都統計年鑑（平成27年）
28. ↑  東京都統計年鑑（平成28年）
29. ↑  東京都統計年鑑（平成29年）
30. ↑  東京都統計年鑑（平成30年）
31. ↑  東京都統計年鑑（平成31年・令和元年）